# Killingtjärnen, Jämtland
Killingtjärnen är en sjö i Åre kommun i Jämtland och ingår i Indalsälvens huvudavrinningsområde.